# ناروتو: عاصفة النينجا النهائي
ناروتو: عاصفة النينجا النهائي  (ＮＡＲＵＴＯ－ナルト－ナルティメットストーム ناروتو: ناروتيمتّو ستومو،  معروفة في اليابان باسم ناروتو: ناروتيميت ستورم) هي الإصدار الأول من السلسلة الفرعية ناروتو: عاصفة النينجا النهائي، وهي لعبة قتال طورتها شركة سيبر كونيكت 2 ونشرتها ووزعتها شركة بانداي نامكو إنترتينمنت. أُصدرت اللعبة لمنصة بلاي ستيشن 3 في أمريكا الشمالية في 4 نوفمبر 2008 وأوروبا في 7 نوفمبر وأوسترالاسيا في 20 نوفمبر وفي اليابان في 15 يناير 2009. واللعبة مقتبسة  من سلسلة الأنمي والمانغا الشهيرة ناروتو للمؤلف ماساشي كيشيموتو، وأول إصدار من سلسلة النينجا النهائي لمنصة بلاي ستيشن 3.

## نظام اللعب
احتفظت عاصفة النينجا النهائي بعناصر كثيرة من أنظمة لعب الألعاب السابقة في سلسلة النينجا النهائي. ومع ذلك، سمحت اللعبة للاعبين بالقتال الثنائي في بيئة ثلاثية الأبعاد، على عكس الألعاب السابقة.
إحدى الميزات الجديدة المقدمة في عاصفة النينجا النهائي هي «نمط الصحوة»، وهو تحول يمكن تفعيله عندما يفقد اللاعب كم معين من نقاط الصحة أثناء المباراة. متطلبات الصحة لكل شخصية تختلف حسب قوة التحول. بمجرد تفعيله، فإن الشخصية تكتسب قدرات جديدة وسرعة وهجمات أقوى. قليل من الشخصيات في اللعبة تكتسب مجموعات تحركات جديدة كليًا بعد التحول. باستخدام لوحة الاتجاهات، يمكن للاعب استخدام العناصر المعدة مسبقًا أثناء المبارة والتي إما ستؤذي الخصم أو ستوفر تأثيرات على الحالة عديدة كزيادة قوة الهجوم أو إنقاص دفاع الخصم. يستطيع اللاعبون كذلك تخصيص تقنيات شخصياتهم واختيار شخصيتين مساعدتين للاستعانة بهما في المبارة. عاد إلى اللعبة من الإصدارات السابقة نمط «صدام التقنيات»، والذي يبدأ بمجرد تفعيل اللاعبين هجماتهما الخاصة في آن واحد. أثناء هذا النمط، يضغط اللاعبين زر متماثل بأقصى سرعة ممكن حتى يتمكنا من إسقاط الخصم. تمتلك كل شخصية «تقنية مطلقة». إن تفعلت، فإن على اللاعبين إما إدخال أوامر بالأزرار أو الضغط مرارًا على زر معين أو تدوير العصا التناظرية أسرع أثناء حدود الوقت. إن فاز اللاعب المهاجم، فإن الضربة المطلقة، ستسلب الخصم عادةً ثلث شريط الحياة الخاص به. أما إن فاز اللاعب المدافع، سيهرب من الهجوم دون تلقي أي ضرر كبير. تمتلك كذلك كل شخصية «تأثير مطلق»، حيث إن ظل اللاعب ضاغطًا على زر الهجوم اليدوي، فإن الشخصية التي يتحكم بها ستشحن هجمة قوية. وإن تفعلت، فإن الصورة ستركز على وجه الخصم وهو يتلقى ضربة ثقيلة في مشهد سينمائي قصير وعن قرب.
تحتوي اللعبة على 25 شخصية لاعبة، يمكن استخدام كل منها في المعارك على أنها شخصيات مساعدة. توجد 10 شخصيات إضافية مساندة فقط متاحة بصورة محتوى قابل للتحميل أُصدر على مر فترة الخمسة أشهر التي تلت إصدار اللعبة. تضمن محتوى آخر قابل للتحميل أزياء بديلة ومهمات جديدة.
يغطي نمط القصة على نحو فضفاض أحداث الأنمي حتى الحلقة 135. يستطيع اللاعبون استكشاف قرية الورق المخفية بين المهمات، والتي تعد محورًا مركزيًا لنمط القصة، والوصول إلى مهمات أخرى.

## التطوير
كُشف النقاب عن اللعبة أول مرة في سبتمبر 2007، بالاسم الرمزي مشروع ناروتو بلاي ستيشن 3 (بالإنجليزية: Naruto PS3 Project)‏. قالت نامكو بانداي أن العنوان سيتضمن بجملة «ناروتو: النينجا النهائي» وطلبت من المعجبين اقتراحات على كلمة أو اثنين في المنتصف. في أبريل 2008 سُميت اللعبة رسميًا ناروتو: عاصفة النينجا النهائي، بالإضافة إلى ذلك، سمح المطورون للمعجبين باختيار الغلاف الأمامي النهائي للعبة من أصل 6 أغلفة محتملة.
تتميز اللعبة برسوميات مخططة. علق هيروشي ماتسوياما - أحد صناع اللعبة - أن فريق العمل أراد محاولة إزالة الحدود بين الأنمي ونظام اللعب الحقيقي. أرادوا الوصول إلى مؤثر حيث تظهر الشخصية في المشاهد كشخصيات الأنمي أكثر من اللعبة. المبدأ الأساسي للعبة هو معركة واحد ضد واحد. مع أن سرد القصة مأخوذ من أول 135 حلقة من الأنمي، اختار المنتجين مناطق رئيسية بداخل القصة، مكونين بذلك خط من الحلقة الأولى وحتى الحلقة 135.
أُصدرت نسخة تجريبية من اللعبة على خدمة سوني بلاي ستيشن نيتورك في 17 يوليو 2008. وكانت الشخصيتان القابلتان للعب فقط هما ناروتو أوزوماكي و‌كاكاشي هاتاكي وتضمنت مرحلة واحدة فقط. تأكد تاريخ إصدار لأمريكا الشمالية من اللعبة في إعلان عُرِض أثناء معرض ألعاب طوكيو 2008.

## الإصدارات
نسخة محدودة من إصدار عاصفة النينجا النهائي كانت متاحة لمن طلبوا اللعبة مسبقًا في متاجر مختارة. تضمنت النسخة خزانة كتب فولاذية بغلاف قصاصة بلاستيكية فنية بديلة وبطاقتين حصريتين للعبة بطاقات ناروتو المجمعة وقرص لموسيقى اللعبة التصويرية و«خط ليرز» مرقم مفرد يصور ناروتو أوزوماكي و‌ساسوكي أوتشيها.
أُصدرت نسخة مستحدثة من اللعبة ومجمعة من هذه اللعبة وكذلك لعبة العاصفة 2 و3 بعنوان ثلاثية ناروتو: عاصفة النينجا النهائي (بالإنجليزية: Naruto: Ultimate Ninja Storm Trilogy)‏ لمنصات بلاي ستيشن 4 وإكس بوكس ون ومايكروسوفت ويندوز في 25 أغسطس 2017، وأُصدرت لمنصة نينتندو سويتش في 26 أبريل 2018.

## الاستقبال
| استقبال |        |
| --- | ------ |
| مجموع النقاط المجموع نقاط ميتاكريتيك 75/100 [ 18 ] نتائج المراجعة نشرة نقاط 1أب.كوم B− [ 19 ] غيم ريفولوشن C [ 20 ] غيم سبوت 7.5/10 [ 21 ] غيمز رادار [ 22 ] غيم تريلرز 7.5/10 [ 23 ] غيم زون 8.5/10 [ 24 ] آي جي إن 8.4/10 [ 25 ] مجلة بلاي ستيشن الرسمية (المملكة المتحدة) 5/10 [ 26 ] بي.إس.إم. [ 27 ] إكس-بلاي [ 18 ] |        |
| مجموع النقاط |        |
| المجموع | نقاط   |
| ميتاكريتيك | 75/100 |
| نتائج المراجعة |        |
| نشرة | نقاط   |
| 1أب.كوم | B−     |
| غيم ريفولوشن | C      |
| غيم سبوت | 7.5/10 |
| غيمز رادار | [ 22 ] |
| غيم تريلرز | 7.5/10 |
| غيم زون | 8.5/10 |
| آي جي إن | 8.4/10 |
| مجلة بلاي ستيشن الرسمية (المملكة المتحدة) | 5/10   |
| بي.إس.إم. | [ 27 ] |
| إكس-بلاي | [ 18 ] |

تلقت لعبة ناروتو: عاصفة النينجا النهائي استقبالاً «جيدًا عمومًا»، طبقًا لمجمع المراجعات ميتاكريتيك.
منح موقع آي جي إن اللعبة 8.4 من أصل 10 نقاط، مادحًا إياها «لصورها الاستثنائية» وتنوع الأشياء التي يمكن إنجازها بين المهام. وقد ذكر أن قتال الزر الواحد قد يُبعِد اللاعبين المحترفين، ولكنه وجد أن الأكشن السريع ونظام التحكم بالطاقة يعدان عاملين مرضيين. أعطى غيم سبوت اللعبة 7.5 من أصل 10 نقاط قائلاً بأن اللعبة ليست سيئة ولكنها لم تكن عظيمة كذلك. أعطى موقع 1أب.كوم اللعبة تقييم «ب-» ومدح رسوميات اللعبة، ولكن علق بأن بعض الأجزاء من نظام اللعبة به مشاكل.
حتى يوليو 2009، بِيعَت 83,868 نسخة في اليابان. وكانت لعبة الفيديو الوحيدة التي فازت بجائزة التميز في قسم الترفيه لمهرجان الفنون الإعلامية اليابانية السنوي الثالث عشر. حتى عام 2016، بِيعَ من اللعبة أكثر من مليوني نسخة.

## وصلات خارجية
- الموقع الأصلي الإنجليزي
- الموقع الياباني الأصلي (سيبر كونيكت)
- الموقع الياباني الأصلي (نامكو بانداي)